# Friedrich Schiff
Friedrich Schiff (* 6. November 1908 in Wien; † 23. März 1968 ebenda) war ein österreichischer Maler und Zeichner. Er war bekannt für seine bunten Karikaturen des täglichen Lebens in Shanghai in den 1930er und 1940er Jahren.

## Leben
Friedrich Hermann Schiff wurde 1908 in eine von Kunst und Humanität geprägte Wiener Familie hineingeboren. Sein Vater Robert Schiff, in der Wiener Gesellschaft ein begehrter Porträtmaler, war vom Judentum zum Katholizismus übergetreten. Die Mutter war die Schauspielerin Regina Eibenschütz (1869–1956), Tochter des David Eibenschütz, Kantor der Großen Budapester Synagoge.
Nach dem Besuch der Zeichenschule der K.K. Graphischen Lehr- und Versuchsanstalt trat Schiff im Alter von 16 Jahren in die Akademie der bildenden Künste Wien ein und studierte in den folgenden vier Jahren unter anderen bei Wilhelm Dachauer und Josef Jungwirth (1869–1950).
Mit Aufträgen als Karikaturist für Wiener Zeitungen erlangte Schiff schon in Österreich einen guten Ruf. Aber er fand sich damit nicht ab, wollte sein Blickfeld erweitern und verschiedene Nationen darstellen, die so weit wie möglich von der Republik Österreich entfernt liegen sollten.
So reiste er auf Einladung seines Cousins, der in Shanghai Geschäfte tätigte, mit der Transsibirischen Eisenbahn und Chinesischen Osteisenbahn nach China und erreichte im Juni 1930 die kosmopolite Weltstadt. Vierzehn Jahre blieb er und erhielt anfänglich vom Shanghai Art Club und vom Elite Work Room eine Anstellung als Lehrer; dazwischen veranstaltete er einige Ausstellungen seiner Werke. Mit flink erstellten Karikaturen und Skizzen, weniger Ölbildern, vermittelte Schiff seine Eindrücke der Republikzeit Chinas und wurde zum berühmtesten in Shanghai lebenden Maler. Er eröffnete seine eigene Malschule, die „School of Applied Art“, und fertigte Werbegestaltungen (Prospekte, Einladungen, Speisekarten) für westliche Unternehmen, wie beispielsweise die niederländische Reederei KPM.
Vor dem Zweiten Weltkrieg arrangierte Schiffs Vater Ausstellungen des Sohnes in Wien. Darunter eine Ausstellung im Jahr 1933, in der er seine Exponate „Szenen aus China“ zeigte, die dem staunenden Publikum die chinesische Welt eröffneten und sehr gut rezensiert wurden. Bei einer seiner Ausstellungen in Peking lernte er 1934 die Fotografin Ellen Catleen kennen, die zu jener Zeit für verschiedene Berliner Zeitungen als Korrespondentin arbeitete und ab 1935 in zweiter Ehe mit Willem Thorbecke, dem niederländischen Botschafter in China, verheiratet war. In ihrem Buch schilderte sie mit ausdrucksstarken Fotografien die fiktive Reise eines Mr. Pim und seines Reiseführers Mr. Wu durch die chinesische Metropole, ihre Märkte, Tempel und Sehenswürdigkeiten. Die Karikaturen von Friedrich Schiff, die dieser teilweise in die Fotos hinein zeichnete, geben dem Ganzen einen humoristischen Zug.
Las man in Shanghai zwischen 1930 und 1947 Zeitung, so tauchte der Name Friedrich Schiff immer wieder auf. Als Maler war Schiff mit seinen Wandmalereien in öffentlichen Gebäuden und Klubs Garant für einen Zustrom von Besuchern. Er war so bekannt und begehrt, dass Zeitschriften damit warben, neuen Abonnenten ein Set mit Graphiken Schiffs zu schenken.
Nach dem Anschluss Österreichs an das nationalsozialistische Deutschland und den Novemberpogromen holte Schiff seine 75 Jahre alte Mutter nach Shanghai. Während des Krieges litt Schiff unter der japanischen Besatzung Shanghais. Von den japanischen Soldaten zeichnet er boshafte Karikaturen. Doch sein spitzer Stift zeigte auch die amerikanischen Befreier nach 1945 nicht immer im besten Licht.
Mit der Entwicklung der Niederlage Chiang Kai-sheks gegen Mao verließ Schiff, wie so viele Europäer China und floh 1947 vor den Wirren des Bürgerkrieges von Shanghai nach Buenos Aires. Er konfrontierte die Argentinier in vielen Ausstellungen mit seinem China und sprach über das Land in vielen Vorträgen. Dafür bekam er einen ersten Preis des argentinischen Unterrichtsministeriums. Auch gelang es ihm wiederum dort, die verschiedenen Typen der Bevölkerung und die Besonderheiten des Landes mit großer Meisterschaft einzufangen. Sein Schaffen beschränkte sich aber nicht auf das argentinische Genre. Mehrere Aufenthalte in Wien erlaubten ihm Impressionen seiner Heimatstadt in argentinischen Ausstellungen einzubringen. Seine Bilder erregten in Argentinien großes Interesse; er wurde wiederum landesweit bekannt und mit zahlreichen Preisen und Auszeichnungen bedacht.
1954 kehrte Friedrich Schiff nach Österreich zurück, wo man ihn trotz erfolgreicher Ausstellungen der 1930er Jahre mittlerweile vergessen hatte. Die medizinische Betreuung seiner Tochter mit Down-Syndrom, die in Argentinien an Kinderlähmung erkrankt war, erzwang die Rückkehr, und er suchte eine feste Anstellung. Er fand diese in Wien bei der Werbeagentur Lintas (Lever International Advertising Service), wo er erfolgreich als Grafiker für Unilever bis zu seinem Tod im Jahre 1968 arbeitete. Am 1. April 1968 wurde Friedrich Schiff auf dem Zentralfriedhof von Wien beerdigt. Seine Frau Elisabeth Schiff, genannt Lise, wurde nach seinem Tod von der Gesellschaft bildender Künstler Österreichs, Künstlerhaus finanziell unterstützt, welcher er 1961 beigetreten war.
1999 wurde ein „Friedrich Schiff Verein“ in Wien gegründet, der sich dem Andenken an den österreichischen China-Maler zum Ziel gesetzt hat und Ausstellungen in der Galerie in der Josefstädter Straße 20 hinsichtlich zeitgenössischer österreichischer und chinesischer Künstler tätigt.

## Werk
Schiff war sehr vielseitig, war ebenso ein großartiger Porträtmaler und Landschaftsmaler, so wie Interpret des Alltags der chinesischen Großstadt. Er malte Ölbilder, Aquarelle von Landschaften, ebenso wie Titelseiten chinesischer Magazine, fertigte Buchillustrationen über Shanghai und Peking, und die allseits beliebten Postkartenserien aus dem Shanghaier Milieu, für Zeitungen den Titel-Kopf des Tages und Werbegraphiken. Schiff malte in Shanghai, seiner Umgebung und in Peking alles, was ihm vor das Auge kam: Straßenszenen, Hochzeits- und Begräbnisbräuche, Pekingoper und Handwerker. Auch sympathisierte er mit der leidenden chinesischen Bevölkerung und setzte den sozial Benachteiligten, den Kulis, Altwarensammlerinnen, Blumenmädchen, Straßenakrobaten, Bettlern und Prostituierten in seinem Werk ein Denkmal. Mit seinen treffsicheren Karikaturen und Illustrationen in Zusammenarbeit mit Ellen Thorbecke über Peking (1934), Shanghai (1938) und Hongkong (1938) hatte Schiff entsprechenden Erfolg.

## Werke (Auswahl)
- Peking Studies. Ellen Catleen (Autor und Fotograf), F. H. Schiff (Illustrator), Kelly & Walsh, Shanghai, 1934
- Maskee: A Shanghai Sketchbook, by Friedrich Schiff, Shanghai, ohne Datum.[3]
- Final Notice. A Shanghai emergency Sketchbook, by Friedrich Schiff, Shanghai 1937.
- Shanghai, Photographed & depicted by Ellen Thorbecke und Friedrich Schiff, Shanghai 1941 Digitalisate Abbildungen
- Hongkong. Photographed & depicted by Ellen Thorbecke und Friedrich Schiff, Shanghai 1938.
- Squeezing Through: Shanghai Sketches 1941-1945. Numerous illustrations and photographs, including illustrations depicting the life of refugee Jews in China, by Friedrich Schiff & Paula Eskelund. Shanghai 1945.

## Ausstellungen (Auswahl)
- 1983: Friedrich Schiff. Bilder – Aquarelle – Zeichnungen, Bawag Fondation, Wien[4]
- 1988: Gedächtnisausstellung Friedrich Schiff, Künstlerhaus Wien[5]
- 2002: Friedrich Schiff. In Shanghai berühmt, in Wien vergessen, Historisches Museum Wien
- 2016: China gemalt. Shanghai 1930-1947, Haus der Kunst, Baden